# 广州城足球俱乐部
广州城足球俱乐部，是一家已解散的中国足球俱乐部，位于广东省广州市，前身是沈阳市足球队，成立于1986年。
俱乐部历史上数易主场。1995年，沈阳市足球队进行职业化改制，成立沈阳华晨金客足球俱乐部，俱乐部曾在1999年甲A联赛上打假球遭足协处罚，2001年更名沈阳金德足球俱乐部。2007年，俱乐部迁往长沙，2011年2月迁往深圳，易名为深圳凤凰足球俱乐部，5月被富力地产收购，迁往广州并易名为广州富力足球俱乐部。在广州期间，俱乐部提倡重振本土化的南派足球打法。2020年，俱乐部更为现名，2023年3月，因债务问题未能通过职业联赛准入，随后宣布暂停运营，其职业联赛注册资格于4月6日被中国足协取消。

## 历史

### 沈阳、长沙时期
1986年，沈阳市足球队开始参加全国足球乙级队联赛，1988年升入顶级联赛，但仅排第16名，在1989年甲级队联赛分组时被分至甲B联赛。1993年，沈阳东北第六制药厂出资赞助球队，冠名沈阳六药的沈阳市足球队升入甲A联赛。1994年，甲A联赛开始职业化，但是沈阳足球队并没有成立俱乐部，仍然是一支体委下属的专业队。这一年沈阳六药队率先开国内足坛之先河，引进了外籍教练、外援球员，但並未能挽回沈阳队以甲A联赛倒数第二名降级的厄运。
1995年，球队冠名为沈阳华阳队。1995年底，金杯客车公司接手沈阳足球队，球队更名为沈阳华晨金客足球俱乐部海狮队，征战甲B联赛。1997年，沈阳海狮队夺得甲B联赛季军。受惠于下赛季甲A联赛因扩军而执行的升四降二的政策，升级甲A联赛。
1999年，甲A联赛最后一轮比赛，积25分的沈阳海狮队似乎一只脚已经踏入了甲B联赛，那一轮比赛里，沈阳海狮队客场挑战重庆隆鑫队，上半场的比赛，重庆队外援打入一粒入球为主队取得1-0的领先优势，中场休息过后，这一场比赛的开赛时间竟然比其余同时开赛的比赛晚了7分钟开赛，而沈阳海狮队在下半场连入两球，获得了这场比赛的胜利。而在另一场比赛里输球的广州松日队则代替沈阳队降入甲B。这场重庆队与沈阳队的比赛，事后被认定为假球，并被称作“渝沈假球案”。事后，中国足协对这两支球队分别进行了处罚。

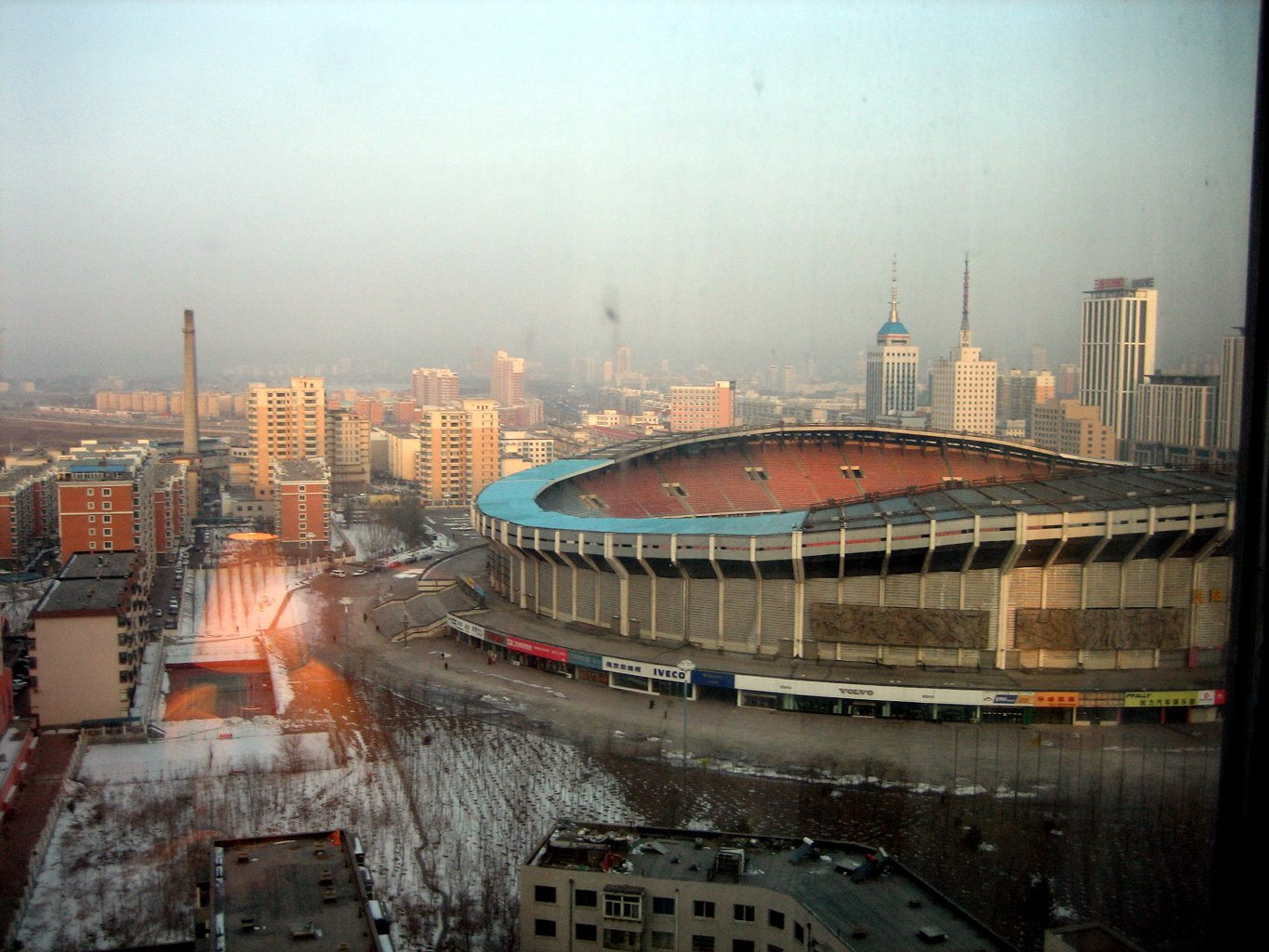
五里河体育场曾是沈阳金德的主场

2000年，沈阳海狮将瓦列里·涅波姆尼亚奇聘为主教练，将主场从沈阳市人民体育场迁至五里河体育场。涅波姆尼亚奇大打攻势足球，获得联赛第七。2001年，由于沈阳承办世界杯亚洲区预选赛十强赛，五里河体育场需进行改造，沈阳海狮将主场临时迁至锦州，但此后俱乐部出现经济困难，5月，金德管业集团入主，俱乐部更名为沈阳金德足球俱乐部，并将其后至间歇期开始前的8个主场设在鞍山，该年10月间歇期结束后才回到五里河体育场。当年甲A联赛取消降级，结果球队在整个赛季结束后，仅仅取得2胜1平仅积7分，排名垫底，创下中国顶级足球联赛职业后单季最少积分纪录。
2003年1月5日，在外援阿莱休的引荐下，沈阳金德与葡萄牙籍主帅托尼签约，合同中没有明确规定成绩，只表明“不能降级”。同年4月，末代甲A联赛第一阶段比赛甫一结束，沈阳金德队中方教练组组长、俱乐部副总赵发庆突然离职，此后传出消息称金德队内将开展“整风运动”。在联赛因非典停摆期间，金德队内发生了多起人事地震，其中俱乐部总经理阎安于当年5月21日下课，托尼的助理教练卡洛斯和翻译梅建国也于6月1日被俱乐部趁托尼回葡萄牙探亲之机双双解雇，导致托尼的帅位岌岌可危，此等人事动荡更加剧了金德管业董事长张澎可能将球队抛售这一传言的散播。托尼2003年6月3日回到沈阳，但拒绝带队训练，引发金德俱乐部的不满，俱乐部不得不于6月11日召开新闻发布会批评托尼，此后托尼实质上已经下课。2003年6月24日，在当年甲A联赛恢复前，德籍南斯拉夫裔主帅德拉戈斯拉夫·斯蒂潘诺维奇（别称“斯蒂皮”）成为沈阳金德新任主教练，此后金德队得以脱离降级区，最终沈阳金德获得排名第五的成绩，也创造了队史最佳纪录，但又因资金问题，此后数年的成绩一路下滑。
2004年，沈阳金德队成为中国足球超级联赛始创球队之一，但在首届中超联赛开赛前与数名外籍教练候选人均无法达成一致，最终将已在沈阳队担任7年助理教练的张光莹扶正为主帅。尽管在中超前四轮取得2胜1平1负的成绩，但由于该年中超杯中沈阳金德以0-11的总比分不敌天津康师傅，执教大权受限的张光莹被俱乐部高层解雇，段鑫担任执行主教练。该年下半年，由于沈阳金德与五里河体育场的三年租用合同即将到期，俱乐部曾考虑将主场迁至长沙，但贺龙体育场提出了高出五里河2/3的场租费用，且媒体过早披露导致沈阳市政府和体育局的相关领导从中作梗，最终金德与长沙方面的谈判陷入僵局；抚顺方面也曾试图接洽金德队，将抚顺雷锋体育场列为备选方案。
2005年，沈阳金德队将五里河体育场冠名为“沈阳五里河金德体育场”，成为中国首家冠名比赛体育场的俱乐部，并聘请荷兰人马丁·库夫曼担任主教练。在联赛刚开始的时候，五名队员陈涛、张烈、张可、尹良毅和杨福生拒绝签定5年的工作合同而选择与俱乐部抗衡，而到最后只有陈涛和杨福生选择归队。赛季结束时，尽管当年中超联赛不降级，排名倒数第二的沈阳金德仍以战绩不佳为由将库夫曼解雇，赛季结束后与多次涉足中国足坛的鲍比·霍顿签约。
2006赛季，霍顿带队仅五轮便告下课，沈阳金德在重新聘请库夫曼的同时引进了几内亚国脚奥斯曼·班古拉，但班古拉在同年7月7日沈阳金德与青岛中能的补赛中被青岛中能球员吕刚踢伤一只眼球，导致其职业生涯结束，金德也不得不与班古拉解约，而其他球员伤病不断等因素最终导致金德该赛季战绩不佳，球市惨淡，只能勉强保级。是年年底，塞尔维亚人米兰·日瓦迪诺维奇成为金德队新任主教练，但由于沈阳五里河体育场于2007年2月12日拆除，沈阳市已经没有可以承办中超赛事的体育场（后来用于辽足主场的沈阳铁西体育场直至2008年8月30日才首次用于中超联赛），而金德集团在湖南省有庞大的生产基地，湖南方面也能为俱乐部提供优厚的待遇，于是俱乐部决定将球队主场迁移至长沙市，中国足协在同年12月26日同意俱乐部将主场迁往湖南省长沙市。   
2007年，俱乐部更名为长沙金德足球俱乐部，以贺龙体育场为俱乐部的新主场。长沙金德足球俱乐部在湖南省株洲市金德工业园内建设了足球训练基地，但当地的球迷对球队还是少了一些认同感，长沙金德队的主场上座率基本是中超各队主场上座率中最低的，连主场比赛都没有电视转播，球队在当地未能获得理想的生存空间。只得连年苦于保级。2010年，俱乐部时隔13年后再度降级。

### 深圳、广州时期
2011年1月31日，长沙金德足球俱乐部向美国MAZAMBA有限公司转让股权。2月20日公示期结束，美国MAZAMBA公司完成对长沙金德足球俱乐部的收购，并将球队主场迁移到深圳市，俱乐部更名为深圳凤凰足球俱乐部。但由于要准备大运会，深圳市区并无场地可供凤凰队比赛，因此他们把主场暂时移至东莞南城体育公园。
2011年5月，由于美国MAZAMBA资方的失信，深圳凤凰队出现欠薪的事件被媒体曝光，继而揭露深圳凤凰队资金出现问题，而球队在训练比赛中必须的经费支出甚至都已经负担不起，在客场和湖南湘涛队的比赛后，俱乐部甚至无力支付驻地的住宿费用。很可能无法继续参加中甲联赛。6月23日，几乎解散的深圳凤凰队在最后一刻被金德收回后再次转让给受恒大金元足球影响的富力地产接手，俱乐部更名为广州富力足球俱乐部，富力地产为俱乐部偿还了债务，继续参加中甲联赛，富力地产入主球队后，为吸引广州球迷关注，试图去金德化并提出重振南派足球的口号，同时花巨资引进曾在英超踢球的马龙·海伍德，在富力地产接手的12轮中甲联赛中取得9胜3平的成绩后上成为联赛亚军，时隔一年重返中超。
2011年11月22日，广州富力宣布和巴西教练塞尔吉奥·法里亚斯签约两年。2012赛季，富力在中超顺利立足，一度接近亚冠席位。2013赛季开赛初期，由于和球员的关系紧张，再加上成绩位列积分榜后游，法利亚斯的职位岌岌可危。2013年5月19日，在广州富力客场不敌贵州人和比赛第二天，广州富力官方宣布解除法里亚斯主教练的职务，由领队黎兵暂代球队主教练。2013年6月4日，广州富力宣布前英格兰代表队主教练成为球队新任主教练，任期至2014年12月。2014年10月26日的中超倒数第二轮比赛当中，广州富力主场5-1的战绩轻取哈尔滨毅腾，从而获得参加下赛季亚冠资格。这是广州富力在1994年开始建队有史以来，第一次进军亚足联冠军联赛。2014年11月10日，因薪资谈判破裂，主教练埃里克森离任，此事一度让俱乐部管理层对埃里克森颇为不满。2014年12月18日，广州富力宣布签约西甲赫塔菲足球俱乐部主教练科斯明·孔特拉。
2015年2月10日，2015赛季亚冠资格赛第2轮，广州富力3-0战胜作客的新加坡勇士足球會，这是广州富力的第一场亚冠比赛，也是第一场的亚冠胜利。在一个星期后的2月17日，2015赛季亚冠资格赛第3轮，广州富力客场挑战中央海岸水手，经过90分钟的激战，富力3-1获胜。富力通过两轮资格赛，顺利入围亚冠小组赛，第一次进军亚冠正赛。2月24日的2015赛季亚冠小组赛第1轮，广州富力在客场2-0战胜日本球队大阪钢巴，迎来亚冠小组赛开门红。虽然球队历史性在亚冠开局取得三连胜，但是之后亚冠未能取得一场胜利，在主场0-5输给大阪钢巴后，亚冠提前一轮出局，然后又在最后一轮替补应战武里南联，惨败0-5。而在中超中，富力也是高开低走，在第八轮战平辽宁宏运开始，一直到第二十轮输给山东鲁能，十三场比赛仅取得一场胜利，球队从第四名降到十名开外。在此期间孔特拉和球员关系紧张，而上赛季的中超银靴哈默德也因此离队。2015年7月22日，俱乐部宣布由领队黎兵代理主教练职务。尽管如此，仍未能止住球队下滑的趋势，积分曾经一度降落到降级区。2015年8月24日，俱乐部宣布聘请德拉甘·斯托伊科维奇担任主教练，双方签约到2017赛季结束。最终，富力在中超排名第十四，保级成功。
2016赛季，广州富力以2500万元转会费引入广州本地球员陈志钊，俱乐部宣称实行主教练负责制，再提要完成本地球员风格本土化，打造南派足球风格。赛季中，富力签约了以色列国脚埃兰·扎哈维，在接下来半个赛季的15场中超联赛打入11个进球，4场足协杯打入6个进球，帮助球队打进足协杯半决赛。2016年9月8日，广州富力和主帅斯托伊科维奇续约到2020年。2018年夏季转会窗，塞尔维亚国脚佐兰·托西奇以500万欧元转会费从贝西塔克斯加盟俱乐部，时任董事长黄盛华为他开出的年薪超过500万欧元，这也是黄盛华任内最糟糕的一次转会操作，直接导致了俱乐部在5年后解散。
2020年12月18日，因中国足协俱乐部名称中性化要求，广州富力足球俱乐部更名为广州城足球俱乐部。2022年3月，广州城进行股权改革，以广汽集团为主的国资联合体收购俱乐部，7月，俱乐部管理层变动，富力集团退出俱乐部运营。国资联合体为俱乐部提供了2022年的运营资金，但一直难以解决的历史欠薪、俱乐部管理权等问题加上2022赛季的糟糕成绩，让国资联合体不愿继续投资，2023年初，约70%的主力球员合同到期，部分球员开始转会，俱乐部濒临解散。，虽然在3月初被中国足协公示已经解决了债务清欠问题，但在3月29日，中国足协和中足联仍然因未能按时解决已作出判决的仲裁官司，宣布广州城未通过准入审核，不能参加新赛季的职业联赛。当天，俱乐部发表公告宣布暂停运营，意味着俱乐部实质上已解散。在俱乐部解散前，国资联合体创立了广州影豹足球俱乐部，以部分原广州城梯队球员征战2023赛季中冠联赛，但广州城与广州影豹无任何关联。

## 队徽
广州城的最后一版队徽于2022年4月1日启用，队徽主图形为南粤雄狮将狮子正脸与足球造型进行融合，“广州”二字被设计成上升发射状的运动线条，以体现俱乐部的精神和追求。

2011年 深圳凤凰队徽
2012年至2021年 广州富力/广州城队徽
2022年至2023年 广州城队徽

## 主场
越秀山体育场自2011年7月起开始成为俱乐部的名义主场，但由于当时体育场不符合亚足联的亚洲冠军联赛球场规定，直到2012年中超联赛下半赛季开始暂时迁移至广州大学城中心区体育场。2012年，为了配合中国足协与亚足联提出的亚冠球场场地要求，富力地产决定斥资将越秀山体育场进行改造。10月，广州富力足球俱乐部和广州市体育局、广州市足协，以及越秀山体育场相关决策层商讨出了一个迎合亚足联的整改方案，其中俱乐部负责承担其中最重要的两项———观众席座位和VIP通道的建设，将在水泥台阶上设置有靠背的座椅，但座椅的数量估计只有1.8万个左右，在此情况下有可能适当增加活动座椅，总座位大概在两万左右。
2013年3月1日，俱乐部董事长张力正式对外宣布：越秀山体育场已正式成为广州富力足球俱乐部主场。2015年2月10日，越秀山体育场迎来史上第一场亚冠比赛。2015年5月至2015年7月，由于越秀山体育场进行改造，球队暂时迁移至广州大学城中心区体育场。2017赛季初，由于越秀山体育场再次进行改造，前两轮主场比赛迁移到广东省人民体育场举行。

## 成绩荣誉

### 历年成绩
| 赛季 | 联赛 | 联赛 | 联赛 | 联赛 | 联赛 | 联赛 | 联赛 | 联赛   | 联赛 | 联赛 | 足协杯 | 联赛杯 | 亚洲赛事   | 场均观众 | 主场                                 |
| 赛季 | 等级 | 赛   | 胜   | 平   | 负   | 进球 | 失球 | 净胜球 | 积分 | 位次 | 足协杯 | 联赛杯 | 亚洲赛事   | 场均观众 | 主场                                 |
| ---- | ---- | ---- | ---- | ---- | ---- | ---- | ---- | ------ | ---- | ---- | ------ | ------ | ---------- | -------- | ------------------------------------ |
| 1986 | 2    | 7    |      |      |      |      |      |        |      | 4 1  | 未参加 | –      |            |          |                                      |
| 1987 | 2    |      |      |      |      |      |      |        |      | 3 1  | 未举办 | –      |            |          |                                      |
| 1988 | 1    | 20   | 4    | 7    | 9    | 17   | 17   | 0      | 19   | 16   | 未举办 | –      |            |          |                                      |
| 1989 | 2    | 22   | 5    | 12   | 5    | 20   | 18   | 1      | 27   | 9    | 未举办 | –      |            |          |                                      |
| 1990 | 2    | 22   | 6    | 10   | 6    | 19   | 16   | 3      | 28   | 7    | 未参加 | –      |            |          |                                      |
| 1991 | 2    | 18   | 8    | 7    | 3    | 23   | 18   | 5      | 19 1 | 2    | 八强   | –      |            |          |                                      |
| 1992 | 1    | 14   | 1    | 1    | 12   | 8    | 36   | −28    | 3    | 8 2  | 第一轮 | –      |            |          |                                      |
| 1993 | 2    | 5    | 1    | 0/1  | 3    | 5    | 9    | −4     | 2    | 5 1  | 未举办 | –      |            |          |                                      |
| 1994 | 1    | 22   | 1    | 9    | 12   | 16   | 39   | −23    | 11   | 11   | 未举办 | –      |            | 5,591    | 沈阳市人民体育场                     |
| 1995 | 2    | 22   | 6    | 8    | 8    | 22   | 28   | −6     | 26   | 8    | 第一轮 | 未参加 |            |          | 沈阳市人民体育场                     |
| 1996 | 2    | 22   | 6    | 8    | 8    | 24   | 23   | 1      | 26   | 7    | 第一轮 | 未参加 |            |          | 沈阳市人民体育场                     |
| 1997 | 2    | 22   | 9    | 8    | 5    | 37   | 28   | 9      | 35   | 3    | 第一轮 | 未参加 |            |          | 沈阳市人民体育场                     |
| 1998 | 1    | 26   | 7    | 10   | 9    | 19   | 28   | −9     | 31   | 10   | 第二轮 | –      |            | 15,077   | 沈阳市人民体育场                     |
| 1999 | 1    | 26   | 5    | 13   | 8    | 28   | 32   | −4     | 28   | 11   | 第一轮 | –      |            | 11,923   | 沈阳市人民体育场                     |
| 2000 | 1    | 26   | 8    | 10   | 8    | 35   | 32   | 3      | 34   | 7    | 八强   | –      |            | 35,615   | 沈阳五里河体育场                     |
| 2001 | 1    | 26   | 2    | 1    | 23   | 23   | 69   | −46    | 7    | 14 3 | 第二轮 | –      |            | 12,000   | 沈阳五里河体育场                     |
| 2002 | 1    | 28   | 8    | 10   | 10   | 34   | 34   | 0      | 34   | 11   | 第一轮 | 未参加 |            | 14,500   | 沈阳五里河体育场                     |
| 2003 | 1    | 28   | 11   | 10   | 7    | 35   | 31   | 4      | 43   | 5    | 四强   | 未参加 |            | 18,857   | 沈阳五里河体育场                     |
| 2004 | 1    | 22   | 7    | 5    | 10   | 23   | 29   | −6     | 26   | 8    | 第四轮 | 第一轮 |            | 5,000    | 沈阳五里河体育场                     |
| 2005 | 1    | 26   | 4    | 7    | 15   | 19   | 43   | −24    | 19   | 13   | 第一轮 | 第一轮 |            | 2,077    | 沈阳五里河体育场                     |
| 2006 | 1    | 28   | 6    | 8    | 14   | 22   | 43   | −21    | 26   | 13   | 第二轮 | 未举办 |            | 2,750    | 沈阳五里河体育场                     |
| 2007 | 1    | 28   | 8    | 10   | 10   | 17   | 24   | −7     | 34   | 10   | 未举办 | 未举办 |            | 10,571   | 贺龙体育场                           |
| 2008 | 1    | 30   | 7    | 13   | 10   | 28   | 36   | −8     | 34   | 11   | 未举办 | 未举办 |            | 6,645    | 贺龙体育场                           |
| 2009 | 1    | 30   | 6    | 15   | 9    | 23   | 31   | −8     | 33   | 14   | 未举办 | 未举办 |            | 7,995    | 贺龙体育场                           |
| 2010 | 1    | 30   | 6    | 12   | 12   | 24   | 42   | −18    | 30   | 16   | 未举办 | 未举办 |            | 10,475   | 贺龙体育场                           |
| 2011 | 2    | 26   | 13   | 8    | 5    | 36   | 27   | 9      | 47   | 2    | 第二轮 | 未举办 |            |          | 东莞南城体育公园 越秀山体育场        |
| 2012 | 1    | 30   | 13   | 3    | 14   | 47   | 49   | −2     | 42   | 7    | 第四轮 | 未参加 |            | 8,460    | 越秀山体育场 广州大学城中心区体育场4 |
| 2013 | 1    | 30   | 11   | 7    | 12   | 45   | 47   | −2     | 40   | 6    | 第四轮 | 未参加 |            | 10,384   | 越秀山体育场                         |
| 2014 | 1    | 30   | 17   | 6    | 7    | 67   | 39   | 28     | 57   | 3    | 第四轮 | 未举办 |            | 11,487   | 越秀山体育场                         |
| 2015 | 1    | 30   | 8    | 7    | 15   | 35   | 41   | −6     | 31   | 14   | 第四轮 | 未举办 | 亚冠小组赛 | 7,989    | 越秀山体育场 广州大学城中心体育场5   |
| 2016 | 1    | 30   | 11   | 7    | 12   | 47   | 50   | −3     | 40   | 6    | 四强   | 未举办 |            | 9,831    | 越秀山体育场                         |
| 2017 | 1    | 30   | 15   | 7    | 8    | 59   | 46   | 13     | 52   | 5    | 八强   | 未举办 |            | 9,904    | 越秀山体育场 广东省人民体育场6       |
| 2018 | 1    | 30   | 10   | 6    | 14   | 49   | 61   | −12    | 36   | 10   | 四强   | 未举办 |            | 10,321   | 越秀山体育场                         |
| 2019 | 1    | 30   | 9    | 5    | 16   | 54   | 72   | -18    | 32   | 12   | 第四轮 | 未举办 |            | 10,468   | 越秀山体育场                         |
| 2020 | 1    | 14   | 4    | 3    | 7    | 14   | 28   | −14    | 15   | 11   | 八强   | 未举办 |            | 0 7      | 越秀山体育场                         |
| 2021 | 1    | 22   | 7    | 8    | 7    | 32   | 31   | 1      | 29   | 7    | 第四轮 | 未举办 |            | 1,575    | 越秀山体育场                         |
| 2022 | 1    | 34   | 6    | 5    | 23   | 32   | 62   | -30    | 23   | 15   | 第三轮 | 未举办 |            | 3        | 越秀山体育场                         |

- ^1  赛区预赛阶段成绩。
- ^2  以1992年甲A联赛参赛队身份参加1994年甲A联赛。
- ^3  当赛季不设降级。
- ^4  由于越秀山体育场被查出存在严重的安全隐患，中国足协给予10轮联赛的整改期限但仍未完成，在第12轮后搬至大学城体育中心体育场，直至6月28日重返越秀山体育场，但本赛季后续赛事仅足协杯位于越秀山体育场。[88][89][90][91]
- ^5  由于越秀山体育场草坪整修工程多次未能及时完成，第8－第16轮联赛主场赛事只能变更至大学城体育场进行。[92][93][94]
- ^6  由于越秀山体育场进行改造升级，球队赛季头两个主场在广东省人民体育场举办。[95]
- ^7  由于2019冠状病毒病中国大陆疫情，本赛季的中超联赛采取赛会制封闭进行，广州富力在苏州赛区参赛，故没有观众（若不算2020年7月30日的广州富力 vs 广州恒大淘宝的比赛）。
- 2012赛季后的场均观众数据来源：转会市场 （页面存档备份，存于）

### 主要荣誉
- 甲B联赛/中甲联赛

亚军(2)：1991年， 2011年
- 2012年亞洲超級球會挑戰盃

季軍(1)：2012年

## 著名球员
| - 陈波 - 杜苹 - 谢育新 - 胡云峰 - 李毅男 - 陈涛 - 宋振瑜 - 汪强 - 刘建业 - 李春郁 - 張成林 - 许博 - 赵铭 | - 卡夏 - 迪蒂 - 阿格布 - 拿禾 - 阿尔维斯 - 拉蒂尼奥 - 米蘭達 - 胡禮 - 阿布巴卡爾 - 阿尤 - 金殷中 - 沈载源 |

| - 曹添堡 - 张烁 | - 约翰森 - 日夫科维奇 |

| - 卢琳 - 张远 - 程月磊 - 吴伟安 - 张耀坤 - 姜宁 - 吴坪枫 - 李健华 - 冯卓毅 - 常飞亚 - 姜至鹏 - 朱宝杰 - 王晓龙 - 张世昌 - 于洋 - 汪嵩 - 刘殿座 | - 海伍德 - 拉斐尔 - 达维 - 雅库布 - 張賢秀 - 朴鍾佑 - 哈默德 - 拉尔森 - 阿隆 - 米歇尔 - |